# Erland Broman (lagman)
Erland Broman, född 1 januari 1660-talet, död 12 november 1744, var en svensk lagman.
Broman var från 1703 assessor i Göta hovrätt. Han blev lagman i Kalmar läns lagsaga 1717, Jönköpings läns lagsaga 1718 och i Kalmar läns och Ölands lagsaga 1719 och var det till 1735.. Vid avskedet 1735 erhöll han landshövdings titel.
Innehavare av Tunarp och Olstorp i Askeryds socken.